# Małgorzata Paprocka
Małgorzata Paprocka (ur. 18 sierpnia 1983 w Bielsku-Białej) – polska urzędniczka państwowa i prawnik, w latach 2020–2024 sekretarz stanu w Kancelarii Prezydenta RP, w latach 2024–2025 jej szef.

## Życiorys
Absolwentka studiów prawniczych na Wydziale Prawa i Administracji Uniwersytetu Warszawskiego (2007). Na tej uczelni kształciła się także w Centrum Prawa Amerykańskiego oraz w ramach podyplomowego studium zagadnień legislacyjnych. W latach 2007–2009 zatrudniona w Urzędzie Regulacji Energetyki, następnie przeszła do pracy w Kancelarii Prezydenta Rzeczypospolitej Polskiej (KPRP). W latach 2010–2016 pozostawała zastępcą dyrektora, a w latach 2016–2020 dyrektorem Biura Prawa i Ustroju KPRP.
8 października 2020 prezydent Andrzej Duda powołał ją na stanowisko sekretarza stanu w Kancelarii Prezydenta RP, odpowiedzialnego za sprawy prawno–ustrojowe oraz kontakty z parlamentem i rządem.
13 czerwca 2024 została powołana przez Prezydenta RP Andrzeja Dudę na stanowisko szefa Kancelarii Prezydenta RP. W sierpniu 2025 zakończyła pełnienie tej funkcji.

## Życie prywatne
Jest mężatką, ma dwoje dzieci.

## Odznaczenia
- Wielki Oficer Krzyża Uznania (Łotwa, 2023)[5][6]
- Order Krzyża Ziemi Maryjnej II klasy (Estonia, 2025)[7]
- Krzyż Oficerski Orderu Odrodzenia Polski (2025)[8]